# Éter de petróleo

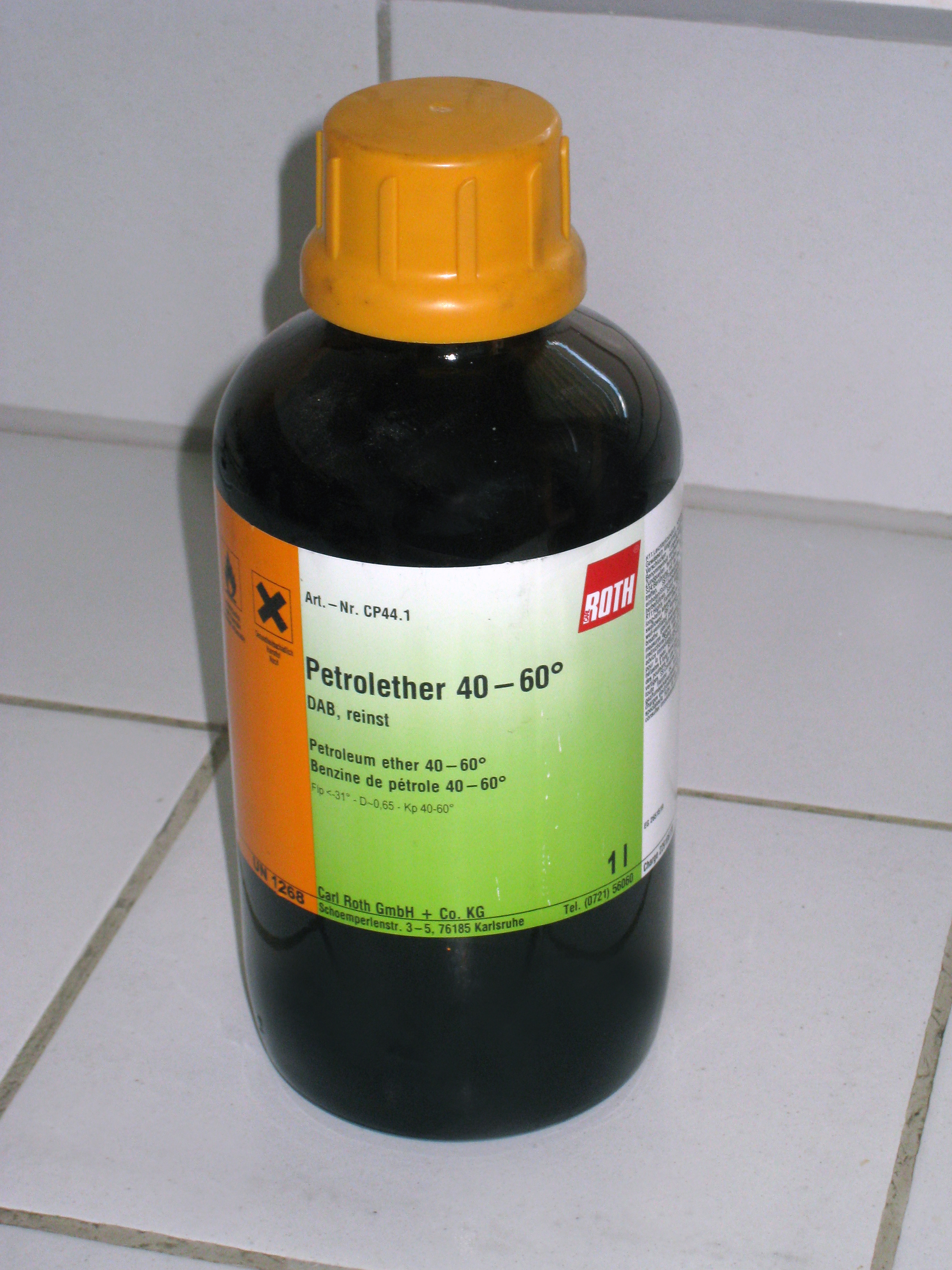

El éter de petróleo, también conocido como bencina, nafta VM & P, nafta de petróleo, nafta ASTM o ligroína, es una mezcla líquida de diversos compuestos volátiles, muy inflamables, de la serie homóloga de los hidrocarburos saturados o alcanos, y no a la serie de los éteres como erróneamente indica su nombre. Se emplea principalmente como disolvente no polar.
El éter de petróleo se obtiene en las refinerías de petróleo como una parte del destilado, intermedia entre la nafta ligera y la más pesada del queroseno. Tiene una densidad relativa comprendida entre 0,6 y 0,8, en función de su composición. Las siguientes fracciones de destilación del éter de petróleo están comúnmente disponibles como productos comerciales, en función de su temperatura de ebullición: 30 a 40 °C, 40 a 60 °C, 60 a 80 °C, de 80 a 100 °C, de 80 a 120 °C y, a veces 100 a 120 °C. La fracción 60 a 80 °C se utiliza a menudo como sustituto del hexano. El éter de petróleo es utilizado principalmente por las compañías farmacéuticas en el proceso de fabricación de fármacos. Éter de petróleo se compone principalmente de pentano, y se utiliza a veces en su lugar, debido a su menor costo. El éter de petróleo, no es técnicamente un éter sino un alcano.
La bencina no debe confundirse con el benceno. La bencina es una mezcla de alcanos, como pentano, hexano y heptano, mientras que el benceno es una hidrocarburo aromático cíclico, de fórmula C6H6. Así mismo, el éter de petróleo no debe confundirse con la clase de compuestos orgánicos llamados éteres, que contienen el grupo funcional R-O-R'. Tampoco debe confundirse con la gasolina.
Durante la Segunda Guerra Mundial, en algunos campos de exterminio nazis se hicieron experimentos para matar a los prisioneros con inyecciones de bencina.

## Variedades

### Éter de petróleo 30°-40°
Esta fracción está compuesta principalmente por pentano e isopentano y presenta el aspecto de un líquido incoloro. Su número CAS es 64742-49-0 y algunas de sus propiedades son las siguientes:
| Propiedad                         | Valor                                                          |
| --------------------------------- | -------------------------------------------------------------- |
| Punto de ebullición :             | 30-40 °C                                                       |
| Punto de inflamación :            | -56 °C                                                         |
| Temperatura de autoignición :     | 285 °C                                                         |
| Límites de explosión (inf./sup.): | 1,2 / 7,5 Vol. %                                               |
| Presión de vapor: (20 °C)         | 350 hPa                                                        |
| Indicaciones de peligro:          | Extremadamente inflamable Nocivo Peligroso para medio ambiente |
| Símbolos (pictogramas):           | Xn, F+, N                                                      |
| Frases R:                         | R12 R38 R48/20 R51/53 R62 R65 R67                              |
| Frases S:                         | S16 S23c S24 S33 S36/37 S61 S62                                |
| LC50:                             | 3400 ppm/4h (rata; inhalación)                                 |
| Test EC50 (mg/l) :                | Peces = 159 mg/l                                               |

Se emplea como disolvente o eluyente  para diferentes usos de laboratorio, análisis, investigación y química fina.

### Éter de petróleo 40°-60°
Esta fracción está compuesta principalmente por pentano y 2-metilpentano. Presenta el aspecto de un líquido incoloro. Su número CAS es 64742-49-0. Es miscible con triclorometano.

### Éter de petróleo 50°-70°
Esta fracción está compuesta principalmente por 2-metilpentano, 3-metilpentano y hexano. Presenta el aspecto de un líquido incoloro. Su número CAS es 64742-49-0.

### Éter de petróleo 60°-80°
Esta fracción está compuesta principalmente por 3-metilpentano y hexano y presenta el aspecto de un líquido incoloro. Su número CAS 64742-49-0.

### Éter de petróleo 65°-95°
Esta fracción está compuesta por una mezcla de hidrocarburos y presenta el aspecto de un líquido incoloro. Su número CAS 64742-49-0.

### Ligroína o éter de petróleo 30-65°C
La ligroína es una fracción rica en hidrocarburos saturados, procedente del refinado de petróleo, similar al éter de petróleo y utilizada principalmente como  disolvente de laboratorio.  Está compuesta fundamentalmente de cadenas carbonadas entre 7 y 11 átomos de carbono, con una proporción aproximada de 55% parafinas, 30% monocicloparafinas, 12% alquilbencenos, y 2% dicicloparafinas. Es un disolvente no-polar con muy baja fuerza de elución.  Su número CAS es 8032-32-4. Generalmente la ligroína de laboratorio hierve entre 60 a 90 °C.

### Ejemplo de composición
De un análisis cromatográfico mediante una cromatografía GC-MS para obtener el espectro de masas de cada uno de los componentes principales se obtuvo la siguiente tabla. 

- 0,26%    (1-alfa,2-beta,4-beta)-1,2,3-trimetilciclohexano.
- 0,28%    2,4-dimetilheptano
- 0,41%    3-metiloctano
- 0,77%    trimetilciclohexano
- 1,08%    1-etil-3-metilciclohexano
- 0,69%    p-xileno
- 2,66%    nonano
- 0,96%    1-etil-4-metil-ciclohexano
- 0,35%    1-etil-2-metil-ciclohexano
- 0,41%    2,4-dimetilhexano
- 0,88%    trans-1-metil-e-(2-properil-)-ciclopentano
- 1,60%    cumeno
- 1,58%    propilciclohexano
- 1,58%    2,6-dimetiloctano
- 1,62%    1,4-ciclooctanodiona
- 0,59%    metilciclooctano
- 4,74%    propilbenceno
- 20,43%   1-etil-3-metilbenceno
- 0,78%    trans-1-metil-4(1-metiletil)ciclohexano
- 0,89%    1-etil-2,3-dimetilciclohexano
- 6,66%    1,2,4-trimetilbenceno
- 14,66%   1,2,3-trimetilbenceno
- 0,52%    1-metilciclohepteno
- 10,07%   1-etil-3-metilbenceno
- 1,27%    4-ciclohexildecano
- 3,32%    idano
- 0,52%    hexilciclopentano
- 2,11%    1-metil-3-propilbenceno
- 3,91%    2-etil-1,3-dimetilbenceno
- 0,94%    1-metil-2-propilbenceno
- 1,72%    1-etil-2,3-dimetilbenceno
- 1,30%    1-metil-2-(1-metilletil)benceno
- 1,41%    undecano
- 0,12%    hexadec-1-eno
- 0,11%    eicosano